# Phragmocrypta
Phragmocrypta is een ondergeslacht van het geslacht van insecten Austrolimnophila binnen de familie steltmuggen (Limoniidae).

## Soorten
Deze lijst van 5 stuks is mogelijk niet compleet.
- A. (Phragmocrypta) albocoxalis (Alexander, 1934)
- A. (Phragmocrypta) fulani (Alexander, 1974)
- A. (Phragmocrypta) gyldenstolpei (Alexander, 1924)
- A. (Phragmocrypta) maumau (Alexander, 1956)
- A. (Phragmocrypta) recessiva (Alexander, 1956)